# Um Presente para Jovens Donas de Casa
Um presente para jovens donas de casa (em russo: Подарок молодым хозяйкам) é um livro de cozinha escrito por Elena Ivanovna Molokhovets. Foi o mais bem sucedido livro da sua categoria entre os séculos XIX e XX na Rússia.